# Stefan Wirtz
Stefan Wirtz (* 6. Juli 1968 in Krefeld) ist ein deutscher Politiker (AfD). Er war von 2017 bis 2022 Mitglied des Niedersächsischen Landtages.

## Leben
Wirtz ist als kaufmännischer Angestellter tätig. Er ist seit November 2016 Fraktionsvorsitzender der AfD im Rat der Stadt Braunschweig.
Er war Direktkandidat der AfD im Wahlkreis 1 (Braunschweig-Nord) bei der Landtagswahl in Niedersachsen 2017. Am 15. Oktober 2017 gelang Wirtz über Platz 6 der Landesliste der AfD Niedersachsen der Einzug als Abgeordneter der rechtspopulistischen AfD in den Landtag Niedersachsen. Am 22. September 2020 trat er mit Dana Guth und Jens Ahrends aus der AfD-Fraktion aus. Nach der Landtagswahl 2022 schied er aus dem Landtag aus.
Im April 2018 scheiterte er bei der Wahl als Vertrauensperson im Ausschuss für die Schöffen-Wahl an Amts- und Landgericht durch Verfehlen der nötigen 2/3-Mehrheit, das Gremium wurde nur mit Kandidaten der SPD, Grünen und CDU besetzt.
Wirtz wohnt mit seiner Familie in Braunschweig.